# 닌텐도 어카운트
닌텐도 어카운트(Nintendo Account)는 다수의 플랫폼에서 닌텐도 서비스에 접속하는 데 이용하는 통합 인증 계정체제이다. 2016년 2월부터 시작했으며 닌텐도가 배급하는 모바일 게임과 닌텐도 스위치 게임기의 마이 닌텐도같은 서비스에서 활용한다.

## 운영
닌텐도 어카운트 사전등록은 16개국에서 2016년 2월 17일부터 시작했다. 마이 닌텐도에 등록하기 위해선 닌텐도 어카운트 계정이 필요했다. 2016년 3월 31일, 닌텐도 어카운트와 마이 닌텐도가 39개국에 출시했다. 2019년 3월 기준으로 닌텐도 어카운트는 167개국에서 운영중이다.